# Едамцик, Эдуард
Эдуард Рудольф Альфред Едамцик (нем. Eduard Rudolf Alfred Jedamzik; 17 июня 1901, Альт Укта, Восточная Пруссия, Германская империя — 9 декабря 1966, Нюрнберг, ФРГ) — немецкий юрист, штурмбаннфюрер СС, начальник отделений гестапо в Дрездене и Хемнице и руководитель зондеркоманды 10b в составе айнзацгруппы D.

## Биография
Эдуард Едамцик родился 17 июня 1901 года в семье государственного инспектора. В 1918 году принял участие в Первой мировой войне. С 1919 по 1921 год состоял во Фрайкоре в Верхней Силезии. В 1919 году Едамцик стал членом организации «Стальной шлем». С 1923 по 1928 изучал юриспруденцию в университетах Берлина и Грайфсвальда. В 1931 году сдал государственный экзамен, после чего работал судьёй и замещал нотариуса.
1 октября 1932 года вступил в НСДАП (билет № 1333091). В июне 1933 года был зачислен в СС (№ 130610). В 1935 году поступил на службу в гестапо. С 1937 года служил в отделении гестапо в Кобленце. С 1937 по 1938 год возглавлял отделение гестапо в Дрездене. Кроме того, Едамцик был начальником гестапо в Цвиккау и в Плауне.
После окончания Польской кампании в октябре 1939 года был назначен районным начальником города Кельцы. С августа 1941 по июнь 1942 года был районным начальником и гарнизонным руководителем СС и полиции в галицийском городе Дрогобыч. В конце 1942 года был переведён в штаб айнзацгруппы D. С декабря 1942 по февраль 1943 года возглавлял зондеркоманду 10b, входившую в состав айнзацгруппы D и действовавшую на юге Украины.
Впоследствии был назначен руководителем гестапо в Хемнице. С апреля 1944 года служил в отделе IIIA в Главном управлении имперской безопасности.
С июня 1945 по октябрь 1948 года находился в лагере для интернированных. После освобождения работал адвокатом в Нюрнберге. Мюнхенская прокуратура прекратила расследование по обвинению в убийствах в Нальчике в связи со смертью Едамцика.